# Ophichthus humanni
Ophichthus humanni är en fiskart som beskrevs av Mccosker 2010. Ophichthus humanni ingår i släktet Ophichthus och familjen Ophichthidae. Inga underarter finns listade i Catalogue of Life.